# Ola Tunander
Göran Ola Tunander, född 19 november 1948 i Sofia församling i Stockholm, är en svensk professor vid fredsforskningsinstitutet PRIO i Oslo.
Ola Tunander, som 1980 blev filosofie kandidat vid Göteborgs universitet, disputerade 1989 vid Linköpings universitet på en avhandling om marin militärstrategi, vapenteknologi och geopolitik och fick en tjänst som seniorforskare på PRIO samma år. Från 1995 var han ledare för PRIO:s program för utrikes- och säkerhetspolitik. Han utnämndes till forskningsprofessor 2000 och har varit ledare för strategiska institutprogram på PRIO. Han har skrivit eller redigerat fler än tio böcker om säkerhetspolitik, geopolitik, marinstrategi, ubåtsoperationer, psykologiska operationer, statsstruktur och det kalla krigets historia. Han har initierat dialogkonferenser mellan öst och väst. Sedan 2016 är han forskningsprofessor emeritus.
Ola Tunander är son till Ingemar Tunander och Gunvor, född Lilja (1921–2010). Han är vidare halvbror till Pontus Tunander och morbror till Jelena Rundqvist. Ola Tunander är gift med den kinesiska forskaren Yao Xiaoling.

## Ubåtsdebatten
Tunander är i Sverige mest känd för sitt deltagande i debatten om ubåtsoperationerna i svenska vatten på 1980-talet. Han har i flera böcker samt i svensk, norsk och utländsk press drivit tesen att territorialvattenkränkningarna med största sannolikhet utfördes av enheter från den brittiska marinen och USA:s flotta, i samarbete med svenska militärer men utan regeringens vetskap. 
Tunander utesluter visserligen inte att Sovjetunionen kan ha utfört vissa operationer, vilket var den åsikt som företräddes av den svenska regeringen, men han menade att västliga farkoster hade deltagit i psykologiska operationer med uppgift att förändra svensk opinion och skapa förvirring i Moskva. Beslut ska enligt Tunander tagits av en kommitté under CIA-direktören William Casey. "Den svenska befolkningen och sannolikt också regeringen var fullständigt lurade. Det var ett genidrag från amerikansk sida", skrev Tunander 2007.
Tunanders åsikter har dock inte stått oemotsagda. Andra forskare, tidigare politiker, marinofficerare har anklagat hans arbete för att vara ovetenskapligt och konspirationsteoretiskt. Tunander avvisar kritiken.

## Övriga arbeten
Under 2000-talet har Tunander bland annat ifrågasatt de allmänt vedertagna beskrivningarna av 11 september-attentaten i USA år 2001, genom att spekulera i om byggnaderna sprängdes inifrån snarare än av al-Qaida. Han har också lagt fram tankar om att Saudiarabien kan ha styrt angreppen i förbindelse med USA. År 2011 skrev han en artikel som drev tesen att massmördaren Anders Behring Breivik kan ha stöttats av okända, kanske israeliska intressen. Tunanders artiklar och uttalanden väckte uppmärksamhet i norsk, svensk och israelisk press och fick även i dessa fall kritik för att vara konspirationsteoretiska.